# Colin Dowdeswell
Colin Dowdeswell (* 12. Mai 1955 in London, England) ist ein ehemaliger rhodesisch-schweizerisch-britischer Tennisspieler.

## Leben
Dowdeswell wuchs in Rhodesien auf und besuchte von 1967 bis 1972 die Prince Edward School in Harare. Sein Studium an der University of Witwatersrand in Johannesburg schloss er 1978 mit dem Bachelor of Commerce ab. Danach verlegte er seinen Wohnsitz in die Schweiz. 1974 gewann er seinen ersten Doppeltitel in Dublin, im Jahr darauf errang er seinen einzigen Einzeltitel. Zwischen 1976 und 1980 war er im Vorstand der ATP. 1981 kehrte er nach England zurück, wo er 1984 die nationalen Tennismeisterschaften gewann, was ihm zuvor schon in der Schweiz und in Rhodesien gelungen war.
Zwischen 1981 und 1983 hatte Dowdeswell sich vom Tennissport zurückgezogen und am London Stock Exchange gearbeitet. Bei seinem Comeback erreichte er 1983 nach Siegen über Kevin Curren und Vitas Gerulaitis das Finale von Johannesburg, wo er in fünf Sätzen gegen Johan Kriek unterlag. Zwischen 1984 und 1990 saß er erneut im Vorstand der ATP. Im Laufe seiner Karriere gewann er elf Doppeltitel. Seine höchste Notierung in der Tennisweltrangliste erreichte er 1983 mit Position 31 im Einzel sowie 1984 mit Position 24 im Doppel. Sein bestes Einzelergebnis bei einem Grand-Slam-Turnier war 1984 und 1985 das Erreichen des Achtelfinales bei den US Open. In der Doppelkonkurrenz stand er 1975 im Doppelfinale von Wimbledon. An der Seite von Allan Stone unterlag Dowdeswell dort Vitas Gerulaitis und Sandy Mayer. 1976 stand er mit Chris Kachel im Halbfinale der US Open. Im Mixed stand er an der Seite von Delina Boshoff im Finale der French Open 1976, sie unterlagen Ilana Kloss und Kim Warwick in drei Sätzen.
Dowdeswell spielte 1976 zunächst für die rhodesische Davis-Cup-Mannschaft. Von 1984 bis 1986 spielte er für die Großbritannien. Sein größter Erfolg mit der britischen Mannschaft war die Teilnahme am Viertelfinale der Weltgruppe 1986, welches Australien 4:1 gewann. Er verlor dabei an der Seite von Jeremy Bates die Doppelpartie gegen John Fitzgerald und Pat Cash. 1986 zog er sich nach seinem elften Titelgewinn in der Doppelkonkurrenz endgültig aus dem Profitennis zurück und erlangte einen Master of Business Administration an der European Business School Paris.
Er trat nach seiner Zeit als Profi noch bei Turnieren der Senioren an, wo er 2002 zusammen mit Buster Mottram der Titel in Wimbledon in der Ü-45 Doppelkonkurrenz gegen die Titelverteidiger Peter Fleming und Sandy Mayer holte.
Seit 1994 ist er bei Merrill Lynch beschäftigt, wo er seit 2004 als First Vice President tätig ist. Er ist verheiratet und hat drei Kinder.

## Erfolge
| Legende (Anzahl der Siege) |
| -------------------------- |
| Grand Slam                 |
| Saison-Endveranstaltung    |
| Masters Series             |
| Championship Series        |
| WCT/Grand Prix (12)        |
| ATP Challenger Tour (1)    |

| ATP-Titel nach Belag |
| -------------------- |
| Hartplatz (4)        |
| Sand (6)             |
| Rasen (0)            |
| Teppich (2)          |

### Einzel

#### Turniersiege
| Nr. | Datum         | Turnier  | Belag | Finalgegner  | Ergebnis      |
| --- | ------------- | -------- | ----- | ------------ | ------------- |
| 1.  | 20. Juli 1975 | Istanbul | Sand  | Ferdi Taygan | 6:1, 6:4, 6:2 |

#### Finalteilnahmen
| Nr. | Datum             | Turnier      | Belag     | Finalgegner      | Ergebnis                |
| --- | ----------------- | ------------ | --------- | ---------------- | ----------------------- |
| 1.  | 14. Juli 1974     | Dublin       | Hartplatz | Sherwood Stewart | 3:6, 8:9                |
| 2.  | 10. April 1978    | Johannesburg | Hartplatz | Cliff Richey     | 2:6, 4:6                |
| 3.  | 27. November 1983 | Johannesburg | Hartplatz | Johan Kriek      | 4:6, 6:4, 6:1, 5:7, 3:6 |

### Doppel

#### Turniersiege

##### ATP Tour
| Nr. | Datum              | Turnier      | Belag     | Partner              | Finalgegner                         | Ergebnis           |
| --- | ------------------ | ------------ | --------- | -------------------- | ----------------------------------- | ------------------ |
| 1.  | 14. Juli 1974      | Dublin       | Sand      | John Yuill           | Lito Álvarez Jorge Andrew           | 6:3, 6:2           |
| 2.  | 29. Januar 1978    | Sarasota     | Teppich   | Geoff Masters        | Byron Bertram Bernard Mitton        | 2:6, 6:3, 6:2      |
| 3.  | 25. Juni 1978      | Berlin       | Sand      | Jürgen Faßbender     | Željko Franulović Hans Gildemeister | 6:3, 6:4           |
| 4.  | 22. April 1979     | Johannesburg | Hartplatz | Heinz Günthardt      | Raymond Moore Ilie Năstase          | 6:3, 7:6           |
| 5.  | 22. Juli 1979      | Stuttgart    | Sand      | Frew McMillan        | Wojciech Fibak Pavel Složil         | 6:4, 6:2, 2:6, 6:4 |
| 6.  | 13. Juli 1980      | Gstaad       | Sand      | Ismail El Shafei     | Mark Edmondson Kim Warwick          | 6:4, 6:4           |
| 7.  | 20. Juli 1980      | Stuttgart    | Sand      | Frew McMillan        | Chris Lewis John Yuill              | 6:3, 6:4           |
| 8.  | 16. Oktober 1983   | Tel Aviv     | Hartplatz | Zoltán Kuhárszky     | Peter Elter Peter Feigl             | 6:4, 7:5           |
| 9.  | 15. September 1985 | Palermo      | Sand      | Joakim Nyström       | Sergio Casal Emilio Sánchez Vicario | 6:4, 6:7, 7:6      |
| 10. | 13. Oktober 1985   | Johannesburg | Hartplatz | Christo van Rensburg | Amos Mansdorf Shahar Perkiss        | 3:6, 7:6, 6:4      |
| 11. | 16. März 1986      | Mailand      | Teppich   | Christo Steyn        | Brian Levine Laurie Warder          | 6:3, 4:6, 6:1      |

##### Challenger Tour
| Nr. | Datum         | Turnier  | Belag | Partner        | Finalgegner              | Ergebnis      |
| --- | ------------- | -------- | ----- | -------------- | ------------------------ | ------------- |
| 1.  | 12. Juni 1983 | Dortmund | Sand  | Andrew Jarrett | Bruce Derlin Karl Meiler | 7:6, 6:7, 6:2 |

#### Finalteilnahmen
| Nr. | Datum              | Turnier                 | Belag         | Partner          | Finalgegner                          | Ergebnis       |
| --- | ------------------ | ----------------------- | ------------- | ---------------- | ------------------------------------ | -------------- |
| 1.  | 26. Januar 1975    | Birmingham              | Teppich (i)   | John Yuill       | Jürgen Faßbender Karl Meiler         | 1:6, 6:3, 6:7  |
| 2.  | 5. Juli 1975       | Wimbledon Championships | Rasen         | Allan Stone      | Vitas Gerulaitis Sandy Mayer         | 5:7, 6:8, 4:6  |
| 3.  | 13. Juli 1975      | Gstaad (1)              | Sand          | Ken Rosewall     | Jürgen Faßbender Hans-Jürgen Pohmann | 4:6, 7:9, 1:6  |
| 4.  | 20. Juli 1975      | Istanbul                | Sand          | John Feaver      | Colin Dibley Thomaz Koch             | 2:6, 2:6, 2:6  |
| 5.  | 14. März 1976      | Nürnberg                | Teppich (i)   | Peter Kronk      | Frew McMillan Karl Meiler            | 6:7, 4:6       |
| 6.  | 4. April 1976      | Barcelona               | Sand          | Peter Kronk      | Wojciech Fibak Jacek Niedźwiedzki    | 2:6, 3:6       |
| 7.  | 6. November 1976   | Köln                    | Hartplatz (i) | Mike Estep       | Bob Hewitt Frew McMillan             | 1:6, 6:3, 6:7  |
| 8.  | 10. Juli 1977      | Gstaad (2)              | Sand          | Bob Hewitt       | Jürgen Faßbender Karl Meiler         | 4:6, 6:7       |
| 9.  | 17. Juli 1977      | Kitzbühel (1)           | Sand          | Chris Kachel     | Buster Mottram Roger Taylor          | 6:7, 4:6       |
| 10. | 5. März 1978       | Lagos                   | Sand          | Jürgen Faßbender | George Hardie Sashi Menon            | 3:6, 6:3, 5:7  |
| 11. | 20. August 1978    | Toronto                 | Sand          | Heinz Günthardt  | Wojciech Fibak Marty Riessen         | 3:6, 6:7       |
| 12. | 13. April 1980     | Johannesburg            | Hartplatz     | Heinz Günthardt  | Bob Hewitt Frew McMillan             | 4:6, 3:6       |
| 13. | 10. Juli 1983      | Gstaad (3)              | Sand          | Wojciech Fibak   | Pavel Složil Tomáš Šmíd              | 7:6, 4:6, 2:6  |
| 14. | 24. Juli 1983      | Kitzbühel (2)           | Sand          | Zoltán Kuhárszky | Pavel Složil Wojciech Fibak          | 5:7, 2:6       |
| 15. | 29. Juli 1984      | Kitzbühel (3)           | Sand          | Wojciech Fibak   | Henri Leconte Pascal Portes          | 6:2, 6:7, 6:7  |
| 16. | 16. September 1984 | Tel Aviv                | Sand          | Jakob Hlasek     | Peter Doohan Brian Levine            | 3:6, 4:6       |
| 17. | 20. April 1986     | Nizza                   | Sand          | Gary Donnelly    | Jakob Hlasek Pavel Složil            | 3:6, 6:4, 9:11 |